# Фастов
Фа́стов (укр. Фа́стів) — город в Киевской области Украины. Административный центр Фастовского района (до 2020 года был городом областного подчинения).

## География
Фастов расположен на реке Унава в 64 км (по железной дороге) и 75,5 км (по Одесской трассе) к юго-западу от Киева.

## История
Первое упоминание Фастова в летописях[каких?] датируется 1390 годом.
В начале XVI века местечко Фастов принадлежало поселившейся в Киевском воеводстве фамилии Васенцевичей (Макаревичей), но затем было заложено римско-католическому епископу на Украине Пацу, став его резиденцией. Сменивший Паца епископ Иосиф Верещинский построил в селении первый католический костёл.
В 1601 году посёлок получил магдебургское право.
В 1793 году вошёл в состав Российской империи, а позже стал волостным центром Фастовской волости Васильковского уезда Киевской губернии.
В середине XVIII века в Фастове были построены две православные церкви — Воскресенская и Покровская.
- Священнослужители Воскресенской церкви:
  - 1799 — священник Афанасий Михайлович Самборский
  - 1836 — священник Тимофей Тимофеевич Кудрицкий
- Священнослужители Покровской церкви:
  - 1799—1836 — священник Карп Иосифович Копанский (Копаньский)
  - 1891 — священник Михаил Евтихиевич Бедрицкий

После постройки железной дороги в 1870 году посёлок стал важным транспортным центром в юго-западном направлении от Киева, что придало ему дополнительные импульсы для развития. Он располагал паровозным депо и заводом для пропитки дубовых шпал.
Проходивший через Фастов тракт, соединявший Полесье с Украиной, придавал ему особое торговое значение. В поселении еженедельно собирались базары и 7 раз в год устраивались ярмарки.
В начале XX века в Фастове вместо неоднократно перестраивавшегося деревянного костёла был возведён значительно превосходящий прежние по размерам каменный Костёл Воздвижения Креста в неороманском стиле, построенный по проекту архитектора Владислава Домбровского.
1 декабря 1918 года делегаты Западно-Украинской Народной Республики и Украинской Народной Республики подписали в Фастове договор об объединении обоих украинских государств в одно.
В августе-сентябре 1919 года частями ВСЮР в городе был осуществлён погром еврейского населения, один из крупнейших за годы Гражданской войны.
В 1938 году Фастову был присвоен статус города, а в 1962 году он стал городом областного подчинения.

## Население

### Языковой состав
Родной язык населения по данным переписи 2001 года:
| Язык       | Численность, чел. | Доля     |
| ---------- | ----------------- | -------- |
| Украинский | 46 825            | 90,83 %  |
| Русский    | 4 437             | 8,61 %   |
| Другое     | 290               | 0,56 %   |
| Итого      | 51 552            | 100,00 % |

Украинский язык является единственным официальным и основным языком города.
По данным Государственной службы статистики Украины в 2023/24 учебном году все 237 624 учащихся в учреждениях общего среднего образования в Киевской области обучались в украиноязычных классах.

## Экономика
Основные предприятия города — полиграфические предприятия, хлебокомбинат, ДП пивзавод «Оболонь» («Пивоварня Зиберта»); один из крупнейших заводов по изготовлению и печати картонной упаковки для розлива молочных продуктов и вина — «Элопак», утилизация вторресурсов.
Предприятия:
- Завод газомазутного горелочного оборудования «Факел»;
- Завод электротермического оборудования (ЗЭТО) «Електронагрівач»;
- Завод химического машиностроения «Красный Октябрь»;
- Государственное предприятие по рефрижераторным перевозкам и ремонту подвижного состава «Укррефтранс»;
- Завод «Елопак-Фастів»;
- Типография «Юнивест-Принт».

## Транспорт
Фастов является крупным транспортным узлом. Через него проходят как автомобильные, так и железнодорожные пути.
Город Фастов в первую очередь имеет удобное железнодорожное сообщение и является большой узловой станцией: железнодорожный узел (линии на Житомир, Киев, Казатин, Мироновку (Знаменку)). В Фастове находится моторвагонное депо, в котором отстаиваются и проходят обслуживание электропоезда Юго-Западной железной дороги. Ежедневно здесь формируется и отправляется достаточно большое количество грузовых поездов.
Станция Фастов принимает пассажиров дальнего и пригородного сообщения. Здесь останавливаются поезда на Киев, Львов и другие большие города. Пригородные поезда ходят на Киев, Мироновку через Белую Церковь, Казатин, Житомир, Святошино. С одной пересадкой (оформив один билет) можно добраться до Нежина, Гребёнки, Коростеня через Киев, Тетерев, Малин; Коростеня через Житомир, Новограда-Волынского, Жмеринки через Казатин, Винницу; Погребища, Христинивки, Жашкова, Оратова, Липовца, Тетиева через Казатин; Цветково и Смелы через Мироновку; Бердичева, Чуднова, Шепетовки через Казатин; Коростеня, Житомира через Казатин.
В городе расположены многие предприятия железнодорожного транспорта.

## Достопримечательности
- Музей истории города.
- Деревянная Покровская церковь (1779—1781).
- Костёл Воздвижения Креста (1903—1911).
- «Музей на колёсах»[9] — железнодорожный вагон, в котором в 1918 г. был подписан предварительный договор об объединении УНР и ЗУНР.
- Дуб Палия. — Обхват 3,80 м. Высота около 25 м. Возраст примерно 300 лет.
- Парк (бывшая помещичья усадьба), памятник садово-паркового искусства

- Костёл Воздвижения Святого Креста (1903-1911)
- Покровская церковь
- Колокольня Покровской церкви
- Парк-памятник садово-парковой культуры "Молодёжный"
- Покровская церковь, вид сбоку
- Церковь святого великомученника Димитрия УГКЦ
- Собор Святого Николая
- Храм Воскресения Христова УПЦ

## Спорт
- Проводится чемпионат Фастова по футболу, в котором на данный момент принимает участие 10 команд[10][нет в источнике][неавторитетный источник]
- Ассоциация дворового футбола Фастова проводит регулярные чемпионаты по дворовому футболу. Последний чемпионат проходил 9.02.2013 — 7.04.2013 под названием «Кубок Дворового футбола Фастова, февраль-март 2013», в котором приняли участие 16 дворовых команд. Обладателем кубка стала команда «Перунова Рать», 2 место — Феникс, 3 место — Военный городок. 11.05.2013 стартовал Кубок Дворового футбола Фастова, май-июль 2013.
- Ночные экстремальные автомобильные игры ТитулQuest[11][неавторитетный источник]

## Известные люди, связанные с городом
- Бенардос, Николай Николаевич (1842—1905) — изобретатель.
- Борошенко, Владимир Рафаилович (1930—2015) — участник трудового фронта, известный врач-психиатр, историк, украинский и еврейский писатель.
- Бурман Семён Меерович (1908—1976) — полный кавалер ордена Славы.
- Глухенький Николай Герасимович (1929—1993) — писатель.
- Диденко Борис Андреевич (1943—2014) — писатель.
- Качановский Виталий Николаевич (род. 1959—2020) — советский боксёр.
- Кум Ян (род. 1976) — основатель мессенджера WhatsApp[12]
- Шевченко Виталий Фёдорович (род. 1954) — писатель и общественный деятель.
- Городецкий Иосиф Моисеевич (1911—1994) — советский кинооператор, журналист, драматург
- Филиппова Виктория Александровна (род. 1993) — топ стилист Украины, победительница кинофестиваля Санденс и Берлинале с картиной Клондайк, Реж. Марина Горбач, в качестве художника по костюмам.[источник не указан 1233 дня]

## Галерея
- Городской совет
- Центральная улица Соборная
- Дом бракосочетаний (ЗАГС)
- Парк-памятник садово-парковой культуры "Молодёжный", на дальнем плане - арка воинам-афганцам
- Краеведческий музей
- Музей-вагон объединения УНР и ЗУНР
- Памятник (танк Т-34) советским воинам-танкистам, освободителям города от оккупантов
- Дворец культуры и арт-объект «Я люблю Фастов»
- Бюст Т. Г. Шевченко
- Железнодорожный вокзал станции Фастов-1
- Спортивный комплекс «Машиностроитель»

## Фотографии начала XX века
- Вокзал
- Фотокарточка "Привет из Фастова"
- Вид на район Заречье